# The Hunter (Blondie)
The Hunter è un album del gruppo Blondie pubblicato nel 1982.

## Tracce
Lato A:
1. Orchid Club (Harrison, Harry) – 5:45
2. Island of Lost Souls (Harry, Stein) – 4:42
3. Dragonfly (Harry, Stein) – 6:00
4. For Your Eyes Only (Harry, Stein) – 3:07
5. The Beast (Harry, Stein) – 4:54

Lato B:
1. War Child (Harrison, Harry) – 4:00
2. Little Caesar (Harry, Stein) – 3:00
3. Danceway (Destri) – 3:19
4. (Can I) Find the Right Words (To Say) (Destri, Harry) – 3:07
5. English Boys (Harry, Stein) – 3:49
6. The Hunter Gets Captured by the Game (Robinson) – 3:37

Bonus Track (1994 & 2001 CD reissues)
1. War Child (Extended Version) (Harrison, Harry) – 7:58

## Classifiche
| Paese         | Posizione più alta |
| ------------- | ------------------ |
| Canada        | 24                 |
| Germania      | 49                 |
| Norvegia      | 19                 |
| Nuova Zelanda | 27                 |
| Paesi Bassi   | 19                 |
| Regno Unito   | 9                  |
| Stati Uniti   | 33                 |
| Svezia        | 18                 |